# John Dewey
John Dewey (Burlington, 20. listopada 1859. – New York, 1. lipnja 1952.), američki filozof, pedagog i socijalni reformator.
Jedan je od glavnih predstavnika moderne filozofije u SAD-u. Priklonjen je idealizmu novokantovskog smjera, zatim empirizmu, a kasnije u psihologiji zastupa biheviorizam. Smatra da je zadatak filozofije "pedagoški" jer ona treba služiti stvaranju boljeg čovjeka i pravednijeg društvenog poretka. Njegova koncepcija odgoja sažeta je u maksimi: učenje kroz rad.

## Djela
- "Demokracija i odgoj",
- "Novi i stari individualizam",
- "Problemi čovjeka",
- "Umjetnost i iskustvo",
- "Mir i kultura".

## Vanjske poveznice
- John Dewey